# District Kalar
Het district Kalar (Russisch: Каларский район; Kalarski rajon) is een gemeentelijk gebied (moenitsipalny okroeg, tot 2020 gemeentelijk district; moenitsipalny rajon) in het noorden van de Russische kraj Transbaikal. Het bestuurlijk centrum is sinds 2020 Novaja Tsjara (daarvoor het dorp Tsjara). Het gebied werd ingesteld op 2 september 1938 en telde 9051 inwoners bij de volkstelling van 2010, waarvan bijna de helft in Novaja Tsjara woont.
Het district is net als het Kalargebergte vernoemd naar de rivier Kalar (of Tsjina) die door het district stroomt (zijrivier van de Vitim, stroomgebied van de Lena).

## Geografie
Het district Kalar omvat het hele noorden van de kraj en is met een oppervlakte van 56.600 km² (1,3x Nederland) tevens het grootste. Het grenst in het noorden aan Jakoetië, in het oosten aan de oblast Amoer, in het noordwesten aan de oblast Irkoetsk, in het westen aan Boerjatië en in het zuiden aan twee gebieden van de kraj zelf: Toengokotsjenski en Toengiro-Oljokminski. Het district valt binnen de gebieden met 'omstandigheden zoals in het Hoge Noorden'.
Het is een gebied met een sterk reliëf met hoge bergketens (tot 3000 m: de Oedokan en de Kodar met de hoogste bergtop van Transbaikal; de Pik BAM), hooglanden (Patom, Oljokma-Tsjara) en uitgestrekte, diep uitgesneden intermontane bekkens (Tsjara, Moeja-Koeanda). De bergketens zijn sterk opgebroken als gevolg van onder andere glaciale processen tijdens verschillende tijdperken. De bekkenbodems bestaan vooral uit zandleem en zandgronden. Binnen de regio liggen verder het Nitsjatkameer (diepste meer van de kraj; 117 meter), de Tsjarazanden (woestijngebied), gletsjers (op de Kodar) en een sparren-chozenia-bos (bij Novaja Tsjara).
In veel delen van het gebied heerst permafrost, in de vlakke gebieden tot dicht bij het aardoppervlak. De bergbodems bestaan uit cryogene taigabodems, die naar boven toe overgaan in bergtoendrabodems en arctische toendragley. In het zuiden van het district liggen cryogene podzolische ijzerhoudende bergrivierbodems.
In de Tsjaralaagte bevinden zich enkele vlaktes waar zand zich vrij kan bewegen. De grootste zandvlakte wordt de Tsjarazanden genoemd.  Hier groeien grote hoeveelheden rendiermos in verspreid gelegen stukken bergtoendravegetatie. Tussen de rotsen groeien Siberische dwergdenstruiken, lariksbossen, open en secundaire bossen met ondergroei van ceders en dwergberken. Op permafrostbodems zijn er veenmoerassen in combinatie met dwergberken. In de Tsjaralaagte groeien dwergberkstruiken afgewisseld door lariksen en dwergberken.
Het district telt vele rivieren en meren, die voor hun water vooral afhankelijk zijn van het smeltwater van de omringende bergketens. In het westen stroomt de Vitim, in het midden en noorden de Tsjara met zijn zijrivieren en in het zuiden en westen enkele zijrivieren van de Vitim: de Kalar (of Tsjina), de Koeanda en de Sjoelban. Enkele van de grootste meren zijn Bolsjoje Leprindo, Maloje Leprindo, Leprindokan en Nitsjatka.
Het gebied is rijk aan mineralen, zoals steenkool, koper, synnyriet (vernoemd naar het Synnyr-massief), kryoliet (aan de rivier Katoegin), goudhoudende gravel, lithium, vanadium, titanium en ijzer. Veel van deze ertslagen liggen aan weerszijden van Novaja Tsjara of in het gebied ten oosten daarvan. Ook zijn er warmwaterbronnen in de regio.

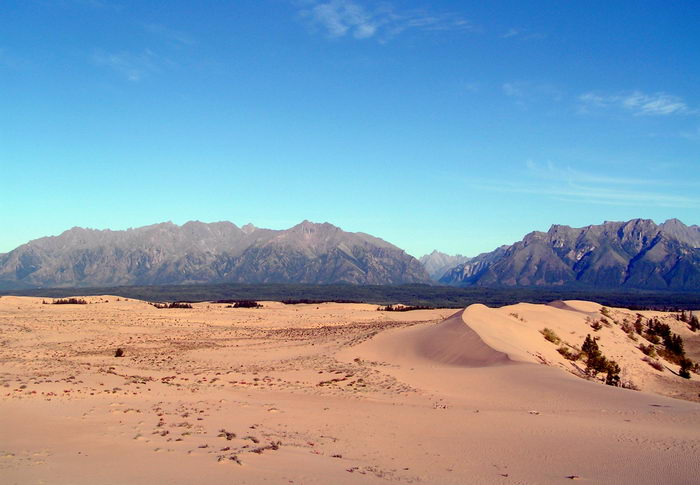
De bergketen Kodar met de Tsjarazanden op de voorgrond nabij Novaja Tsjara
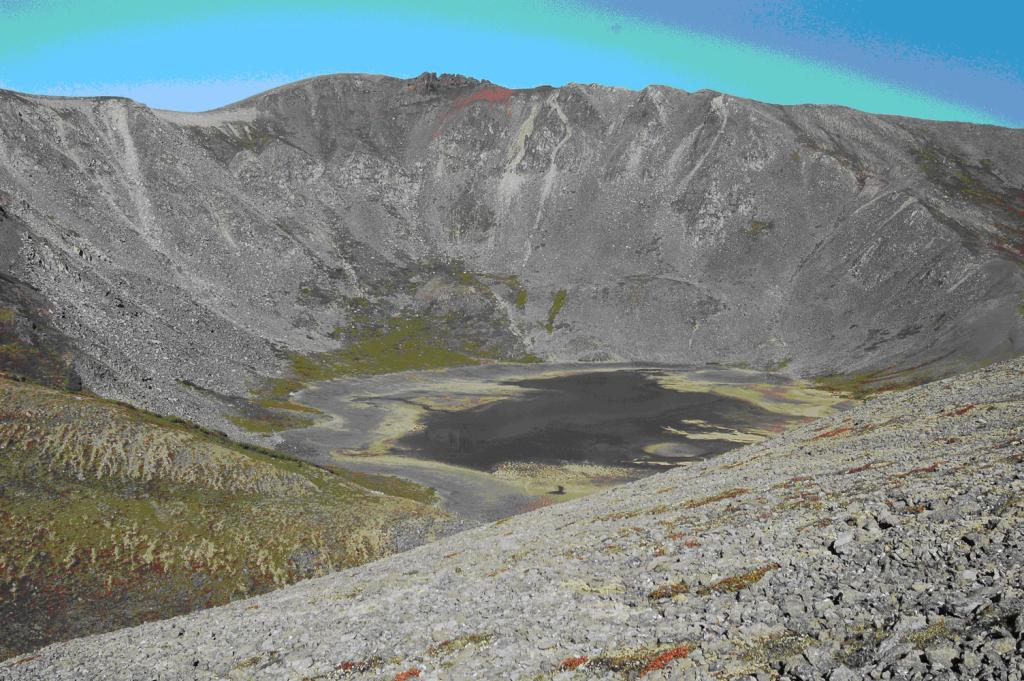
De vulkaan Akoe (1986 meter) in het Kalargebergte
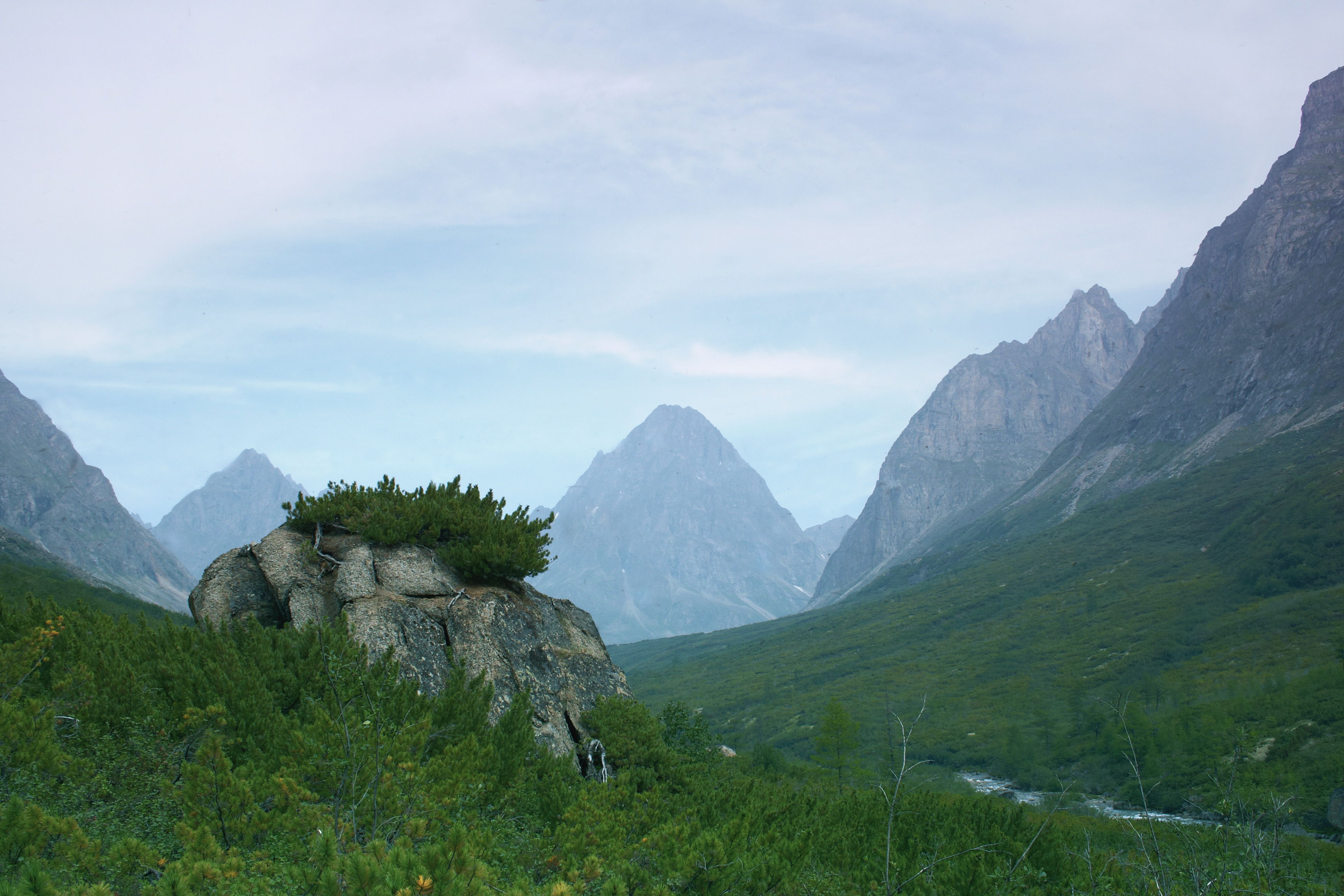
Bovenloop van de rivier Sredni Sakoekan
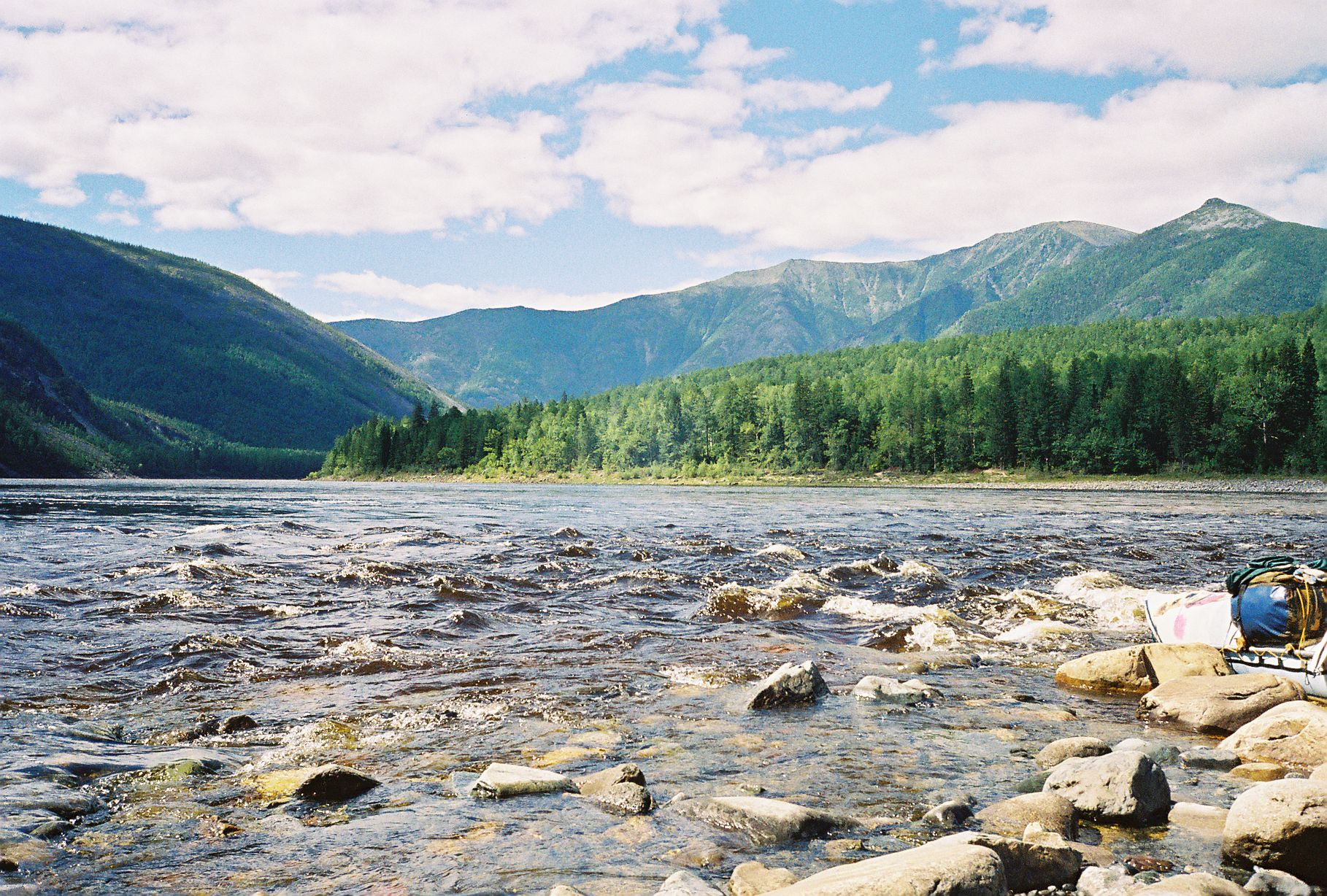
De Kalarrivier

### Klimaat
Het gebied kent een streng landklimaat met korte en vaak regenachtige zomers. De gemiddelde temperatuur in juli varieert tussen de +14 en +20 °C (maximaal +35 °C). In de koude en lange winters varieert de gemiddelde januaritemperatuur tussen de −28 en −34 °C. De koudepool van de kraj (−64 °C) is gemeten bij de later verlaten goudmijn '11 jaar oktober' (Imeni XI let Oktjabrja) aan de rivier Kitemjachta, maar ook bij het dorp Tsjara is een temperatuur van −63 °C gemeten. 
De hoeveelheid neerslag varieert tussen 350 mm/jaar in de laagtes tot 800-1000 mm/jaar in de hooglanden en berggebieden. De sneeuwdikte bedraagt 19-20 cm. IJs- en sneeuwbedekking blijft op veel plekken gedurende het grootste deel van de zomer aanwezig.

## Bevolkingsontwikkeling
In onderstaand schema is goed zichtbaar dat de bevolking sterk steeg als gevolg van de aanleg van de Spoorlijn Baikal-Amoer in de jaren 1980 en daarna sterk daalde als gevolg van de malaise tijdens en na het uiteenvallen van de Sovjet-Unie.
| Demografische ontwikkeling van het district tussen 1939 en 2015 |
| --------------------------------------------------------------- |
|                                                                 |
| ■ Volkstelling ■ Schatting                                      |

## Bestuurlijke indeling
Het district bestaat uit een gorodskoje poselenieje (Novaja Tsjara), vier selskië poselenia (Ikabja, Koeanda, Tsjapo-Ologo en Tsjara) en een buitengebied.
Het district telt negen bewoonde plaatsen:
| Naam          | Russisch      | Type                        | Inwoneraantal (2010) | gemeente          |
| ------------- | ------------- | --------------------------- | -------------------- | ----------------- |
| Ikabja        | Икабья        | posjolok, spoorstation      | 505                  | s.p. Ikabja       |
| Kjoest-Kemda  | Кюсть-Кемда   | selo                        | 216                  | s.p. Tsjara       |
| Koeanda       | Куанда        | posjolok, spoorstation      | 1693                 | s.p. Koeanda      |
| Neljaty       | Неляты        | selo                        | 74                   | s.p. Koeanda      |
| Novaja Tsjara | Новая Чара    | p.g.t., bestuurlijk centrum | 4315                 | g.p. Novo Tsjara  |
| Oedokan       | Удокан        | posjolok                    | 128                  | g.p. Novo Tsjara  |
| Sredny Kalar  | Средний Калар | selo                        | 62                   | buitengebied      |
| Tsjapo-Ologo  | Чапо-Олого    | selo                        | 155                  | s.p. Tsjapo-Ologo |
| Tsjara        | Чара          | selo                        | 1903                 | s.p. Tsjara       |

Daarnaast zijn er een aantal verlaten plaatsen, waaronder:
- Dogoptsjan aan de Vitimrivier
- Katoegino (gesloten in 2005)
- Imeni XI let Oktjabrja (winternederzetting, goudmijn, meteorologisch station): oude bestuurlijk centrum van het gebied in de jaren 1920, aan de Kitemjachtarivier
- Naminga (geologennederzetting)

## Economie

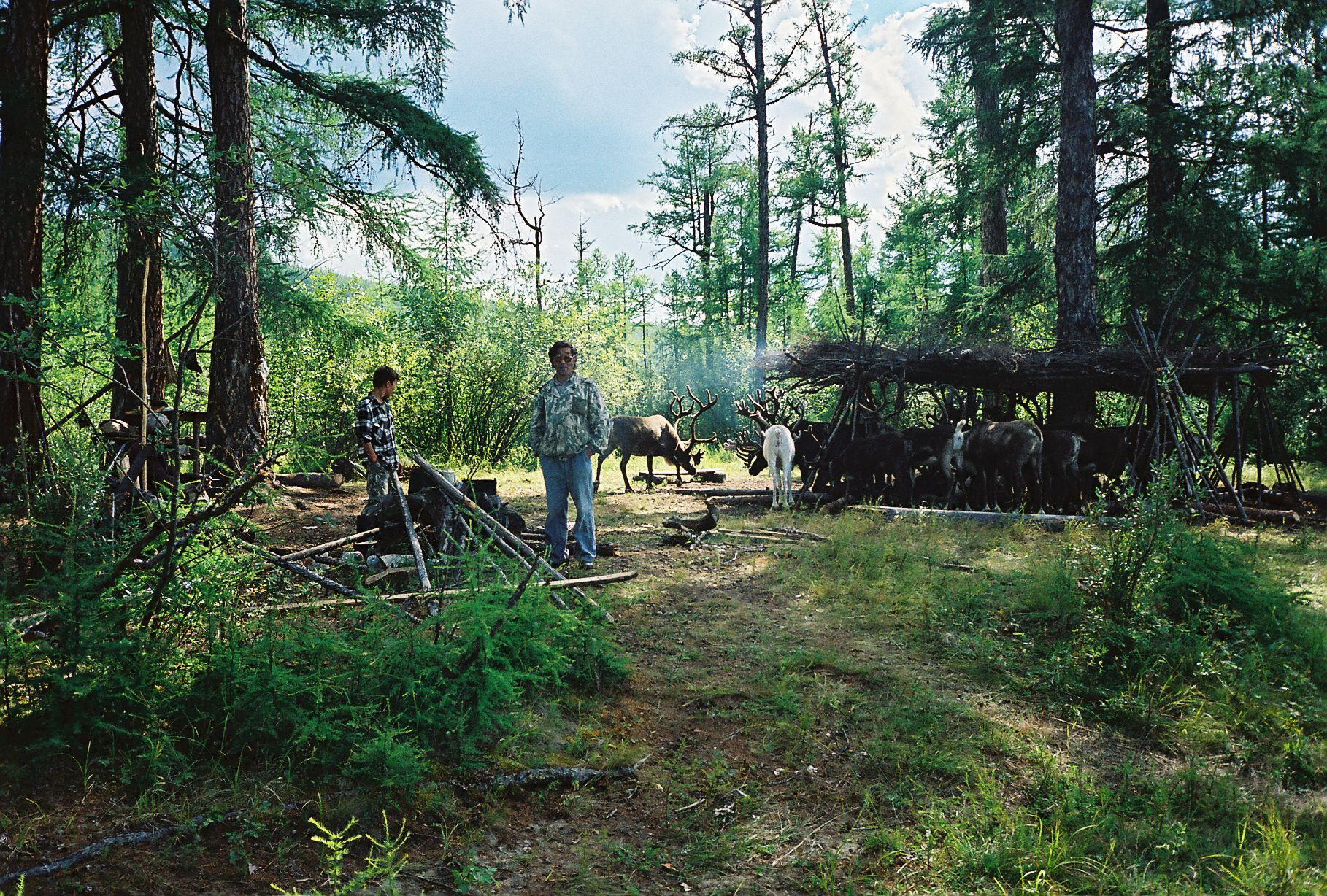
Rendierhouders

Lange tijd was de rendierhouderij de belangrijkste bestaanswijze van de bevolking. De rendieren zorgden voor voedsel en de bevolking trok met de kuddes over de noordelijke taiga. Sinds de val van de Sovjet-Unie leidt de rendierhouderij echter een kwijnend bestaan. Deze wordt uitgevoerd vanaf de sovchozen Kalarski (in Sredny Kalar) en Severny (Tsjapo-Ologo). Er wordt gewerkt aan het openstellen van de vele vaak zeer afgelegen natuurlijke hulpbronnen. Zo wordt er onder andere steenkool (Novaja Tsjara; Maly Apsat) en goud (Tsjara; Kazarzoloto) gewonnen en worden voorbereidingen getroffen voor de ontwikkeling van andere minerale afzettingen, zoals koper vanuit de Oedokanmijn, waarmee miljarden dollars aan investeringen gemoeid zijn. Eerder werd reeds een spoorlijn naar de Tsjinamijn ten zuiden van Novaja Tsjina voltooid om het erts (grootste titanium-afzetting van Rusland en grootste vanadium-afzetting ter wereld) naar de ertsveredelende fabriek in Zjeznogorsk-Ilimski (de Korsjoenovski GOK van Mechel) te kunnen vervoeren. Op station Koeanda zijn sinds 2000 3 houtzagerijen gevestigd en bij Neljaty en Tsjara bevinden zich bosbouwbedrijven.

### Verkeer en vervoer
In de jaren 1980 werd de Spoorlijn Baikal-Amoer door het gebied aangelegd, waarvoor binnen het district de stations Koeanda, Novaja Tsjara, Ikabja en Leprindo werden aangelegd. Op 29 september 1984 werd op de wisselplaats Balboechta de "gouden schakel" gelegd, waarmee de oostelijke en westelijke delen van de BAM aan elkaar werden gelegd. Langs de BAM loopt ook een wegverbinding. Bij Novaja Tsjara is een spoorwegaftakking naar de mijnen aan zuidzijde (onder andere Tsjina) aangelegd en wegen naar de mijnen aan noordzijde (via Tsjara) en zuidzijde.
De regionale Luchthaven Tsjara heeft een vliegverbinding met Tsjita.

## Bezienswaardigheden
Op het grondgebied van de regio liggen een aantal archeologische monumenten, zoals een prehistorische vindplaatsen nabij de Vitim en de Tsjarazanden, petrogliefen bij de rivier Imalyk, de Sen en aan de monding van de Kegej in de Tsjara en een complex van archeologische monumenten uit het Neolithicum aan de monding van de beek Sivakon in de Nizjnjaja Dzjilinda.
Bij Novaja Tsjara liggen de Tsjarazanden en een stuk sparren-Chozenia-bos.